# Гонсалвеш, Эсмаэл
Эсмаэ́л Ру́ти Тава́рес Круз да Си́лва Гонса́лвеш (порт. Esmaël Ruti Tavares Cruz da Silva Gonçalves), наиболее известный как Эсмаэ́л Гонса́лвеш (порт.  Esmaël Gonçalve) или И́сма (порт. Isma, род. 25 июня 1991) — гвинея-бисауийский и португальский футболист, играющий на позиции нападающего. С 2021 года игрок бангладешского клуба «Шейх Руссел». Выступал за юношескую сборную Португалии, ныне выступает за сборную Гвинеи-Бисау.

## Биография
Играл в молодёжных командах португальской «Боавишты» и французской «Ниццы». Профессиональную карьеру начал в 2011 году в составе «Ниццы» во французской Лиге 1. В 2012 году перешёл в португальское «Риу Аве». Являлся игроком этого клуба до 2015 года. В этот период, был несколько раз арендован шотландскими, кипрскими и греческими клубами.
В 2015 году перешёл в саудовский «Аль-Иттифак». В последующие сезоны выступал за греческий «Анортосис» и шотландский «Харт оф Мидлотиан» («Хартс»). В январе 2018 года ушел из Харт оф Мидлотиан, после чего клуб принёс ему извинения за расистские нападки. 2018 год провёл в ташкентском «Пахтакоре».
В январе 2020 года перешёл в «Ченнайин».
В 2007—2008 годах сыграл три матча за юношескую сборную Португалии. С 2018 года стал вызываться в сборную Гвинеи-Бисау.